# نيكولاوس أ. هوبر
نيكولاوس أ. هوبر (بالألمانية: Nicolaus A. Huber)‏ هو ملحن وأستاذ جامعي ألماني، ولد في 15 ديسمبر 1939 في باساو في ألمانيا.

## وصلات خارجية
- نيكولاوس أ. هوبر على موقع مونزينجر (الألمانية)
- نيكولاوس أ. هوبر على موقع ميوزك برينز (الإنجليزية)
- نيكولاوس أ. هوبر على موقع ديسكوغز (الإنجليزية)